# Cyathea tripinnata
Cyathea tripinnata är en ormbunkeart som beskrevs av Edwin Bingham Copeland. Cyathea tripinnata ingår i släktet Cyathea och familjen Cyatheaceae. Inga underarter finns listade.